# Cadia emarginatior
Cadia emarginatior är en ärtväxtart som beskrevs av M. Peltier. Cadia emarginatior ingår i släktet Cadia och familjen ärtväxter. Inga underarter finns listade i Catalogue of Life.